# 폴 앤더슨 (축구 선수)
폴 앤더슨(Paul Anderson, 1988년 7월 23일 ~ )은 잉글랜드의 축구 선수이다.